# Halosciastrum melanotilingia
Halosciastrum melanotilingia là một loài thực vật có hoa trong họ Hoa tán. Loài này được Pimenov & V.N. Tikhom. mô tả khoa học đầu tiên.